# ラニビズマブ
ラニビズマブ（Ranibizumab）は血管内皮増殖因子-A（VEGF-A）に対するモノクローナル抗体のFab断片であり、血管新生阻害剤である。網膜の加齢性病変（滲出型加齢黄斑変性症、脈絡膜新生血管等）等、視力低下・変容を伴う病変の治療に用いられる。商品名ルセンティス。
有効性はベバシズマブと同等とされ、副作用の発現率も同程度とされる。

## 効能・効果
承認項目は、以下の5疾患である。
- 中心窩下脈絡膜新生血管を伴う加齢黄斑変性症（承認取得：2009年1月[6]）
- 網膜静脈閉塞症に伴う黄斑浮腫（承認取得：2013年8月[7]）
- 病的近視における脈絡膜新生血管（承認取得：2013年8月[7]）
- 糖尿病黄斑浮腫（承認取得：2014年2月[8]）
- 未熟児網膜症（承認取得：2019年11月[9]）

## 禁忌
- 眼または眼周囲に感染あるいはその疑いのある患者
- 眼内に重度の炎症のある患者

## 副作用
治験時の副作用発現率（通算）は41.1%で、その主なものは眼痛、眼圧上昇、結膜出血、硝子体浮遊物、眼の異物感等であった。また眼以外の副作用として、頭痛、（予期）不安、悪心等が報告されている。
添付文書に記載されている重大な副作用は、網膜出血、硝子体剥離、網膜色素上皮剥離、網膜色素上皮裂孔、硝子体出血、裂孔原性網膜剥離、網膜剥離、網膜裂孔、医原性外傷性白内障、失明、眼内炎、脳梗塞、脳出血等である。
2014年のコクランレビューでは、加齢黄斑変性の治療に用いた場合、ラニビズマブとベバシズマブの間で重篤な副作用の発現率や死亡率に有意差は見られなかったが、エビデンスは充分とは言えず、明解な結論を出す事はできない。消化器系の副作用が少なく、目に関する副作用も少ない。
5%以上に発現する副作用は、虹彩炎、硝子体炎、虹彩毛様体炎、ブドウ膜炎、前房蓄膿、前房の炎症、結膜出血、眼圧上昇、眼刺激、眼の異物感、流涙増加である。
VEGF阻害剤を硝子体内注射されている患者は、理論的には動脈血栓塞栓症発症の可能性があるが、比較臨床試験の結果では偽薬と同程度（4%未満）と低率であった。

## 薬物動態
硝子体注射後の半減期は約9日間である。血中へ移行する濃度は硝子体中の約9万分の1であり、約1日で最高血中濃度に達し、その半減期は7.9日である。

## 用法・用量
滲出性加齢黄斑変性症に対しては、0.5mg/月×3回を硝子体内注射した後、維持期に移行し、1ヶ月以上の間隔（症状により適宜調整）を開けて注射する。3ヶ月毎とする資料もあるが、毎月投与する場合に比べて9ヶ月あたり書類1行分の視野が失われる。
黄斑浮腫・脈絡膜新生血管に対しては、1ヶ月以上の間隔を開けて0.5mgを硝子体内注射する。

## 臨床試験
滲出性加齢黄斑変性症大規模第III相臨床試験（MARINA試験およびANCHOR試験）では、1年間の投与後ラニビズマブ群で95%の患者で視力が維持されたのに対して、偽薬群では62%であり、有意差がついた（P < 0.01）。さらに、40%近くの患者がチャート3行分の視野改善を示した。この試験では視力の維持または喪失は、ETDRS（Early Treatment of Diabetic Retinopathy Study）チャートを用い、15文字未満の視力減少を「維持」、15文字以上の減少を「喪失」と定義した。
網膜中心静脈閉塞症による黄斑浮腫の患者に対する無作為化比較試験でも同様の結果が得られた。6ヶ月間毎月注射を受けた患者では、視力減少は13〜15文字だった。
小規模のベバシズマブとの比較臨床試験ではラニビズマブの優越性は確認できなかった。2011年5月にNEJM 誌に掲載された加齢黄斑変性症に対する大規模比較試験（CATT試験）の結果では、ラニビズマブとベバシズマブは「同じ間隔で投与すると同程度の有効性を示した」が、重篤な有害事象はベバシズマブ群の方が多かった。
その後、2つの抗VEGF薬の効果を直接比較する臨床試験がいくつか実施され、CATTと同様の知見が得られた。2012年のメタアナリシスでもIVAN試験でも両薬剤の視力回復効果は同程度であった。同メタアナリシスは、重篤な有害事象のいくつかがベバシズマブ群の方で多く、重篤な眼の有害事象は両群共に少なかったものの、ベバシズマブ群ではラニビズマブ群の2.8倍多く発現した事に注目して、「重篤な感染症および消化管障害の発現率が高」く、「治療開始前に両治療の有効性と安全性を充分に吟味しすべき」と結論した。